# Euxoa albipennis
Euxoa albipennis är en fjärilsart som beskrevs av Augustus Radcliffe Grote 1877. Euxoa albipennis ingår i släktet Euxoa och familjen nattflyn. Inga underarter finns listade i Catalogue of Life.